# 图尔站
图尔站是法國西部城市图尔的一个火车站。
图尔站和相邻的圣皮耶尔代科尔站共同组成了法国西部最大的铁路枢纽。 

## 车站历史
图尔站建于1898年，建筑师为Victor Laloux，有四座城市雕像，分别代表波尔多 · 图卢兹 · 利摩日和南特。
1984年12月28日，图尔站被列为法国历史古迹。
2012年，图尔站再次进行了大规模的翻新。

## 位置
图尔站位于法国西部，图尔的市中心，步行5分钟即可到达图尔市政厅（Hôtel de ville）。
图尔站是一个尽头式车站，仅向南方向有铁路。图尔站正门开口朝北，站前为露天广场和大型地下停车场，并有配套的长途汽车站(Gare routière)。西侧为有轨电车车站，东侧和北侧均设有公交车站。
图尔站主要功能为始发和终到大区列车（TER）和城际列车（Intercités），而途径图尔的高铁列车（TGV）则主要经停圣皮耶尔代科尔站。图尔站与圣皮耶尔代科尔站之间相距大约4公里，有多趟列车以及摆渡车(navette)连接两站，亦可乘坐图尔公交5路或10路前往。

## 站台设置
| 东↑ |               |   | 东侧站房 |
|     | 侧式          |   |          |
| A道 |               | → |          |
| B道 |               | → |          |
|     | 岛式          |   |          |
| C道 |               | → |          |
| D道 |               | → |          |
|     | 岛式          |   |          |
| E道 |               | → |          |
| F道 |               | → |          |
|     | 岛式          |   |          |
| G道 |               | → |          |
| H道 |               | → |          |
|     | 岛式          |   |          |
| I道 |               | → |          |
| K道 |               | → |          |
|     | 岛式          |   |          |
| L道 |               | → |          |
|     | 侧式 西侧站房 |   |          |
| 西↓ |               |   |          |

图尔有轨电车A线
- 注：A1道是嵌入式站台，位于车站最东侧。

## 停靠线路
以下列车线路在图尔站停靠
| 图尔站列车线路表      |                         |                              |                   |              |
| 线路                  | 车种                    | 上一站                       | 下一站            | 大致运行频率 |
| 巴黎—图尔             | TGV                     | 圣皮耶尔代科尔               | （终点）          | 每天3~6趟    |
| 巴黎—图尔             | Intercités              | 圣皮耶尔代科尔               | （终点）          | 每天4趟左右  |
| 卡昂—图尔             | Intercités              | 沙托卢瓦/圣皮耶尔代科尔      | （终点）          | 每天1~2趟    |
| 奥尔良—南特/勒夸西克  | Interloire              | 圣皮耶尔代科尔               | 索米尔            | 每天3趟左右  |
| 奥尔良—图尔           | TER Centre-Val-de-Loire | 圣皮耶尔代科尔               | （终点）          | 每天12趟左右 |
| 布卢瓦—图尔           | TER Centre-Val-de-Loire | 圣皮耶尔代科尔               | （终点）          | 每天5趟左右  |
| 布莱雷/圣艾尼昂—图尔  | TER Centre-Val-de-Loire | 圣皮耶尔代科尔               | （终点）          | 每天6趟左右  |
| 维耶尔宗—图尔         | TER Centre-Val-de-Loire | 圣皮耶尔代科尔               | （终点）          | 每天2趟左右  |
| 布尔日/讷韦尔—图尔    | TER Centre-Val-de-Loire | 圣皮耶尔代科尔               | （终点）          | 每天7趟左右  |
| 里昂—图尔             | TER Centre-Val-de-Loire | 圣皮耶尔代科尔               | （终点）          | 每天1趟      |
| 图尔—皮勒港           | TER Centre-Val-de-Loire | （起点）                     | 蒙                | 每天1趟      |
| 图尔—普瓦捷           | TER Centre-Val-de-Loire | （起点）                     | 蒙                | 每天4趟左右  |
| 图尔—洛什             | TER Centre-Val-de-Loire | （起点）                     | 图尔旁茹埃        | 每天1~3趟    |
| 图尔—希农             | TER Centre-Val-de-Loire | （起点）                     | 图尔旁茹埃        | 每天3~8趟    |
| 图尔—图瓦尔/布雷叙尔  | TER Centre-Val-de-Loire | （起点）                     | 圣热努夫/三月五日 | 每天1~2趟    |
| 图尔—永河畔拉罗什     | TER Centre-Val-de-Loire | （起点）                     | 三月五日          | 每天1趟      |
| 图尔—索米尔/昂热/南特 | TER Centre-Val-de-Loire | （起点）                     | 圣热努夫/三月五日 | 每天4~9趟    |
| 图尔—勒夸西克         | TER Centre-Val-de-Loire | （起点）                     | 桑科马尔斯        | 每天1趟      |
| 卡昂—图尔             | TER Centre-Val-de-Loire | 沙托卢瓦/圣皮耶尔代科尔      | （终点）          | 每天1~2趟    |
| 勒芒—图尔             | TER Centre-Val-de-Loire | 沙托卢瓦/讷耶石桥/勒蒙布洛勒 | （终点）          | 每天6趟左右  |
| 沙托丹/旺多姆—图尔    | TER Centre-Val-de-Loire | 圣母多埃                     | （终点）          | 每天4趟左右  |
| 圣皮耶尔代科尔—图尔   | Navette                 | 圣皮耶尔代科尔               | （终点）          | 每天5趟左右  |
| 1. 2. 3.              |                         |                              |                   |              |

## 配套交通

### 长途客车
图尔站对应的大巴车上下车地点位于图尔站门前的图尔汽车站（Gare routière de Tours）
| 停靠图尔汽车站的大巴车  | | |
| 上下车地点              | 运营单位 | 主要目的地 |
| 图尔汽车站 （图尔站前） | Rémi | -3- 沙托雷诺 · 旺多姆 · 沙托丹 · 博讷瓦勒 · 沙特尔 -A- 罗什科尔邦 · 布雷讷河畔韦尔努 · 图兰地区欧祖埃 · 沙托雷诺 · 索奈 -C- 卢瓦尔河畔蒙路易 · 昂布瓦斯 · 卢瓦尔河畔吕索 · 蒙特里沙尔 -D- 拉尔赛 · 韦雷茨 · 谢尔河畔阿宰 · 谢尔河畔阿泰 · 布莱雷 -F- 蒙巴宗 · 威涅 · 埃夫尔 -G- 蒙巴宗 · 芒特朗 · 圣马丁白色小教堂 · 利格伊 · 大普雷西尼 · 克来斯河畔普勒伊 -H- 蒙巴宗 · 失城 · 圣卡特里娜德菲耶尔布瓦 · 图兰的圣莫尔 -H1- 蒙巴宗 · 图兰的圣莫尔 · 拉塞勒圣阿旺 · 笛卡尔 · 图尔农圣皮耶尔 -H2- 索里尼 · 图兰的圣莫尔 · 图兰的诺瓦扬 · 普宰 · 布沙尔岛 · 黎塞留 -I- 吕昂桥 · 萨谢 -M- 讷耶石桥 · 奈河畔圣克里斯托夫 -P- 阿夫里耶莱蓬索 · 吉佐 -R- 沙托拉瓦列尔 · 圣洛朗德兰 -S- 讷维勒鲁瓦 · 代姆河畔埃佩涅 · 维勒堡 |
| 图尔汽车站 （图尔站前） | 2.3 特吕伊 · 洛什 2.4 洛什 · 安德尔河畔沙提永 · 比藏赛 · 沙托鲁 2.7 希农 （当某条铁路线施工或罢工时，SNCF可能会提供途径该线路沿途站点的大巴车） | |
| 1. 2. 3.                | | |

### 城市公共交通

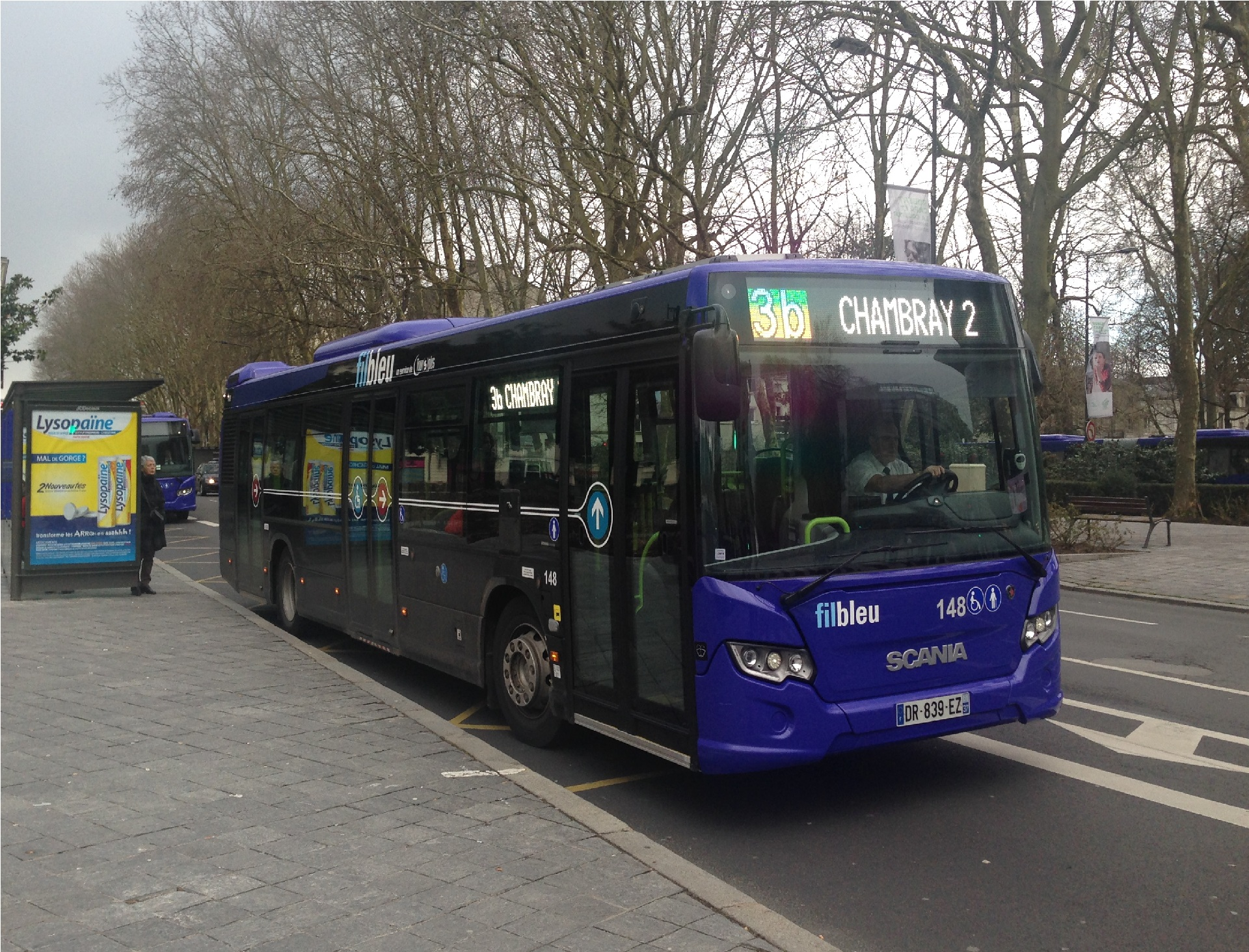
停靠在Gare Vinci的一辆3b路公交车

图尔站附近的公交车站主要有两个，分别为Gare de Tours和Gare Vinci。
| 图尔站附近的市内公共交通线路 |                                  | |
| 公交车站名称                 | 位置                             | 停靠线路 |
| 图尔火车站                   | 图尔站正门（由东向西方向）       | -3a- 圣阿韦尔坦-十一亩 → 拉里什-城墙 -3b- 图尔旁尚布赖-商业中心 → 拉里什-城墙 -10- 圣皮耶尔代科尔-正义 → 圣阿韦尔坦-保罗·杜梅尔 -11- 图尔-火车站 → 丰代特-马勒伊 -14- 图尔旁尚布赖-大南 → 卢瓦尔河畔圣西-联合康复中心 -15- 图尔旁茹埃-火车站 → 拉里什-阳光 -17- 图尔-火车站 → 卢瓦尔河畔圣西-联合康复中心 -19- 图尔-火车站 → 圣阿韦尔坦-保罗·杜梅尔 校车线路（Ligne scolaire） 114 117 |
| 图尔火车站                   | 图尔站的东门（由北向南方向）     | -3a- 拉里什-城墙 → 圣阿韦尔坦-十一亩 -3b- 拉里什-城墙 → 图尔旁尚布赖-商业中心 -10- 圣阿韦尔坦-保罗·杜梅尔 → 圣皮耶尔代科尔-正义 -14- 卢瓦尔河畔圣西-联合康复中心 → 图尔旁尚布赖-大南 -15- 拉里什-阳光 → 图尔旁茹埃-火车站 -19- 图尔-火车站 → 圣阿韦尔坦-保罗·杜梅尔 校车线路（Ligne scolaire） 100 114 117 |
| 图尔火车站                   | 图尔站的西门                     | -A- 图尔-沃康松高级中学 ↔ 图尔旁茹埃-让·莫奈高级中学 |
| 芬奇火车站                   | Bd Heurteloup （内侧，由西向东） | -2- 图尔旁尚布赖-特鲁索医院 → 图尔-莱杜埃 -3a- 拉里什-城墙 → 圣阿韦尔坦-十一亩 -3b- 拉里什-城墙 → 图尔旁尚布赖-商业中心 -5- 图尔-大山公园 → 圣皮耶尔代科尔-火车站 -10- 圣阿韦尔坦-保罗·杜梅尔 → 圣皮耶尔代科尔-正义 -11- 丰代特-马勒伊 → 图尔-火车站 -14- 卢瓦尔河畔圣西-联合康复中心 → 图尔旁尚布赖-大南 -15- 拉里什-阳光 → 图尔旁茹埃-火车站 -17- 卢瓦尔河畔圣西-联合康复中心 → 图尔-火车站 -19- 圣阿韦尔坦-保罗·杜梅尔 → 图尔-火车站 -50- 吕讷-沃加若 → 女士之城-植物林 校车线路（Ligne scolaire） 100 110 112 114 117 |
| 芬奇火车站                   | Bd Heurteloup （外侧，由东向西） | -2- 图尔-莱杜埃 → 图尔旁尚布赖-特鲁索医院 -5- 圣皮耶尔代科尔-火车站 → 图尔-大山公园 -34- 图尔-芬奇火车站 → 贝尔特奈-羊圈 -50- 女士之城-植物林 → 吕讷-沃加若 校车线路（Ligne scolaire） 118 |
| 1.                           |                                  | |

## 临近车站
| 图尔站（Gare de Tours）        |                            |                                 |
| 上行车站                       | 线路                       | 下行车站                        |
| 圣皮耶尔代科尔站 2.7km ←       | 圣皮耶尔代科尔－图尔联络线 | （终点）                        |
| （起点）                       | 图尔－蒙站联络线           | 蒙站 → 16km                     |
| （起点）                       | 图尔－莱萨布勒多洛讷铁路   | 图尔旁茹埃站 → 5.9km            |
| （起点）                       | 图尔－圣纳泽尔铁路         | 圣热努夫站 → 9.2km              |
| （起点）                       | 图尔－勒芒铁路             | 舒瓦西伊河畔芒布洛勒站 → 11.2km |
| - 本表仅显示运营中的线路及车站 |                            |                                 |